# 1825年大彗星
1825年大彗星（Great Comet of 1825），正式命名為C/1825 N1，是一顆1825年肉眼可見的彗星。由於其非凡的亮度，它被認為是大彗星之一。

## 觀測史
1825年7月15日午夜過後不久，法國天文學家尚-路易斯·龐士在義大利尋找週期彗星2P/Encke時發現了這顆新彗星。進一步的獨立發現發生在19月及20日午夜，威廉·馮·比拉（Wilhelm von Biela）在奧地利拍攝到彗星。7月22日上午（當地時間）詹姆士·敦洛普也在澳洲拍攝到彗星。發現時，這顆彗星距離地球仍超過2.7個天文單位，因此很暗。
8月期間，彗星開始形成彗尾。8月11日，彗尾已達到1.5°長且彎曲。9月初，這顆彗星已經可以用肉眼看到，儘管它仍在火星軌道之外移動。到了月中，尾部長度增加到5°長，在接下來的幾週內，天文學家觀察到尾部相當活躍，特別是龐士、不萊梅的海因里希·奧伯斯和巴勒莫的尼科洛·卡恰托雷（Niccolò Cacciatore）；有時尾部較窄，有時尾部較寬並呈扇形，然後又更長、更清晰。
十月份，這顆彗星最亮，觀測效果最好，英國的約翰·赫歇爾和布拉格的弗蘭茲·伊格納茨·卡西安·哈拉施卡（Franz Ignatz Cassian Hallaschka）都可以觀測到這顆彗星。它的彗尾長度超過10°，10月12日彗星以僅約0.6天文單位的距離掠過地球。對於北半球高緯度地區的觀測者來說，無法觀測到它，僅有北半球南邊地區可以觀察到彗星大約一周，然後僅南半球可以觀測到。
這顆彗星在11月初達到了最南邊，澳洲和南美洲的觀測者一直密切追蹤該彗星直至12月。1826年1月9日經過太陽後，直到2月在南太平洋的一艘船上才再次被發現。4月初，這顆彗星再次出現在北半球觀測者的天空中；彗尾的長度現在已減少到少於1°。在接下來的幾周里，只有卡恰托雷、龐斯、讓·埃利亞斯·本傑明·瓦爾茲和其他人進行了幾次觀測，最後一次觀測是在喬瓦尼·英吉拉米於1826年7月8日進行的。
這顆彗星的最大亮度約為2-3等。